# Gurupi
Gurupi (del tupí: "Diamante Puro") es un municipio brasileño del estado del Tocantins. Se localiza a una latitud 11º43'45" sur y a una longitud 49º04'07" oeste, estando a una altitud de 287 metros. Su población estimada en 2005 era de 75.287 habitantes.
Se localiza al sur del Tocantins a 245 km de Palmas, capital del estado, y a 742 km de Brasilia. Está en el límite divisorio de aguas entre el Río Araguaia y el Río Tocantins, en los márgenes de la BR-153 (Carretera Belém-Brasília).
Presenta como principales fuentes de salario a ganadería y agricultura.
Las avenidas de la ciudad tienen los nombres de los estados brasileros, siendo la principal a avenida Goiás, mientras que las calles, a pesar de renomeadas para homenagear personalidades históricas, también son llamadas de acuerdo con su numeración.
Posee un campus de la Universidad Federal del Tocantins (UFT) ofreciendo los cursos de Agronomía, Biología, Ingeniería Florestal, Ingeniería Biotecnológica y de Bioprocessos y Química Ambiental. También está presente el Centro Universitário Unirg, contando actualmente con 16 cursos en nivel de graduación.

## Clima
El clima de Gurupi puede ser clasificado como clima tropical de sabana (Aw), de acuerdo con la clasificación climática de Köppen.